# Ключевское (Башкортостан)
Ключевско́е (баш. Ключевский) — деревня в Иглинском районе Республики Башкортостан Российской Федерации. Входит в состав Тавтимановского сельсовета.

## География

### Географическое положение
Расстояние до:
- районного центра (Иглино): 22 км,
- центра сельсовета (Тавтиманово): 4 км,
- ближайшей железнодорожной станции (Тавтиманово): 4 км.

## Население
| 2002 | 2009 | 2010 |
| ---- | ---- | ---- |
| 94   | ↘89  | ↗90  |

### Национальный состав
Согласно переписи 2002 года, преобладающая национальность — русские (49 %).